# Radicofani
Radicofani is een gemeente in de Italiaanse provincie Siena (regio Toscane) en telt 1220 inwoners (31-12-2004). De oppervlakte bedraagt 118,3 km², de bevolkingsdichtheid is 10 inwoners per km².
De volgende frazioni maken deel uit van de gemeente: Contignano.

## Demografie
Radicofani telt ongeveer 495 huishoudens. Het aantal inwoners daalde in de periode 1991-2001 met 6,2% volgens cijfers uit de tienjaarlijkse volkstellingen van ISTAT.
| Jaar | Inwoneraantal |
| ---- | ------------- |
| 1991 | 1300          |
| 2001 | 1219          |

## Geografie
De gemeente ligt op ongeveer 780 m boven zeeniveau.
Radicofani grenst aan de volgende gemeenten: Abbadia San Salvatore, Castiglione d'Orcia, Pienza, San Casciano dei Bagni, Sarteano.

## Galerij

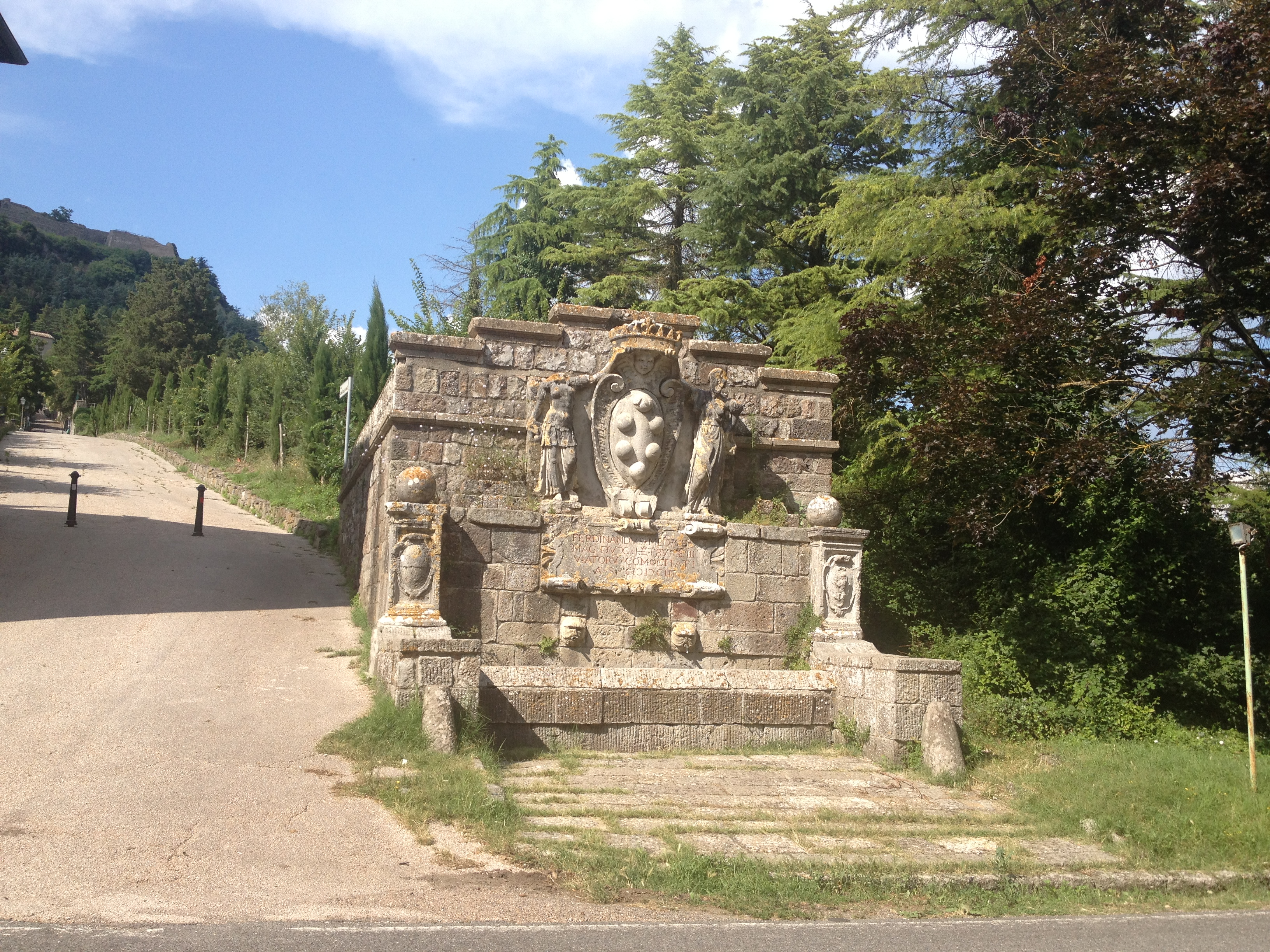
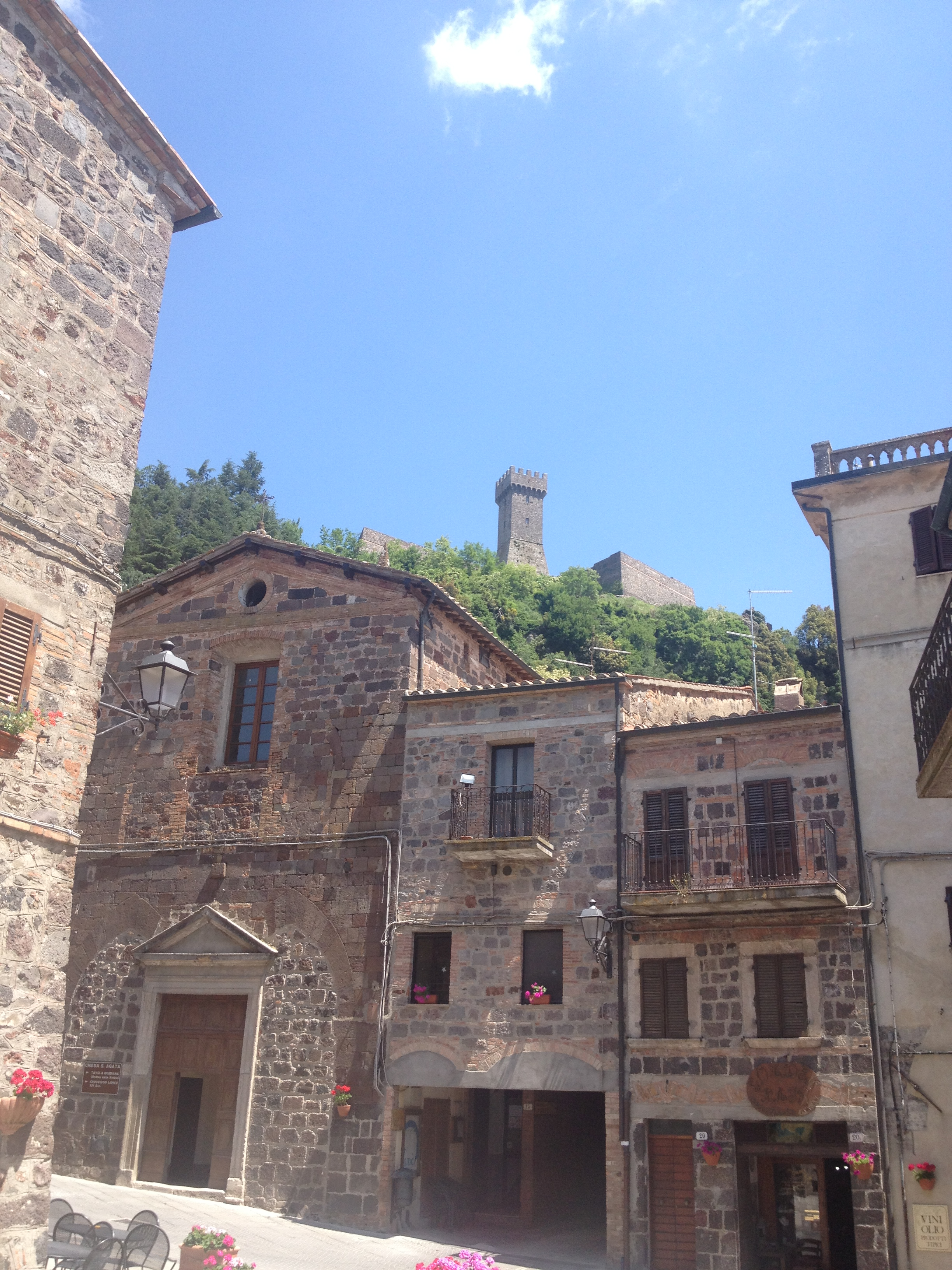
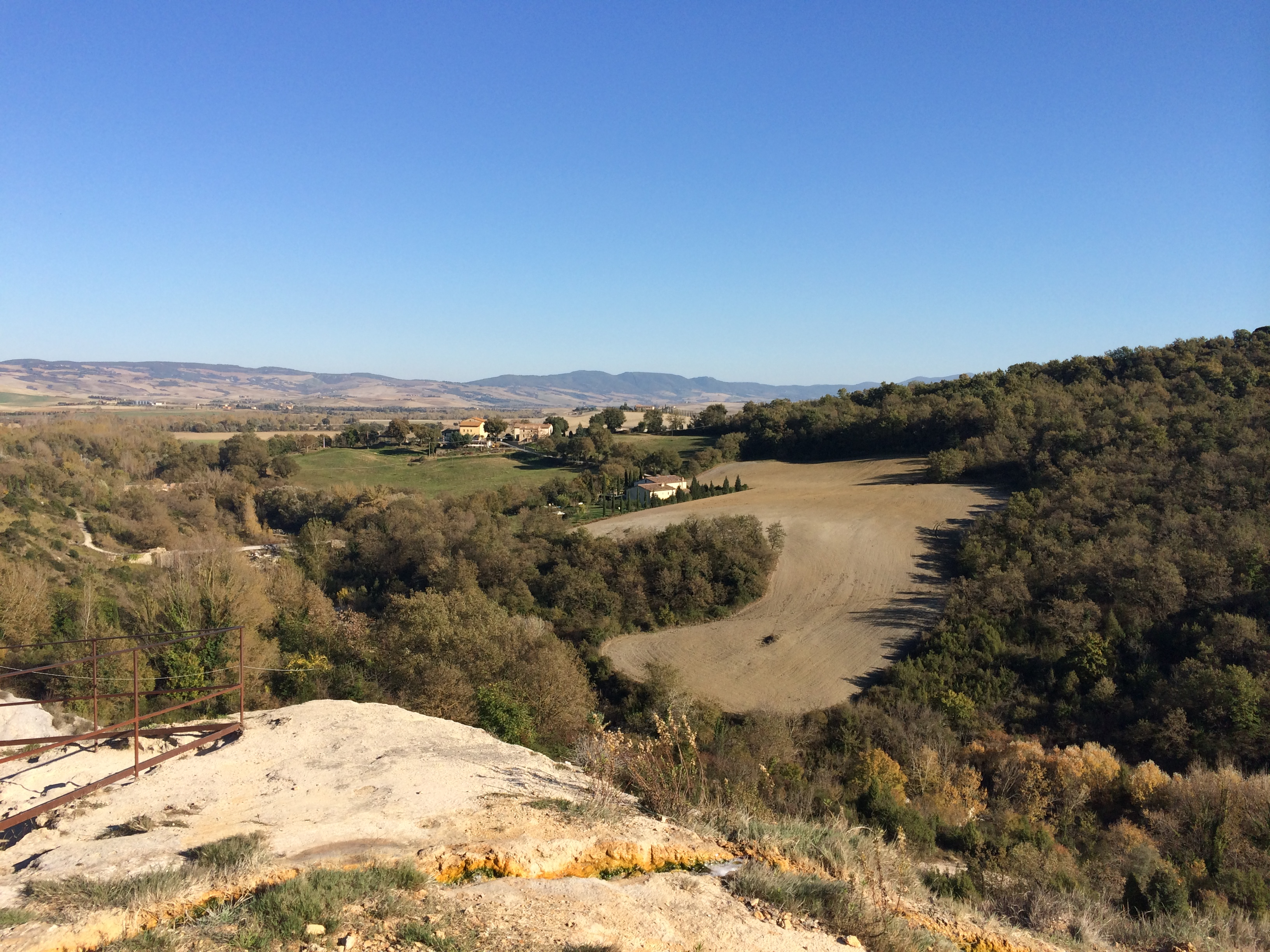
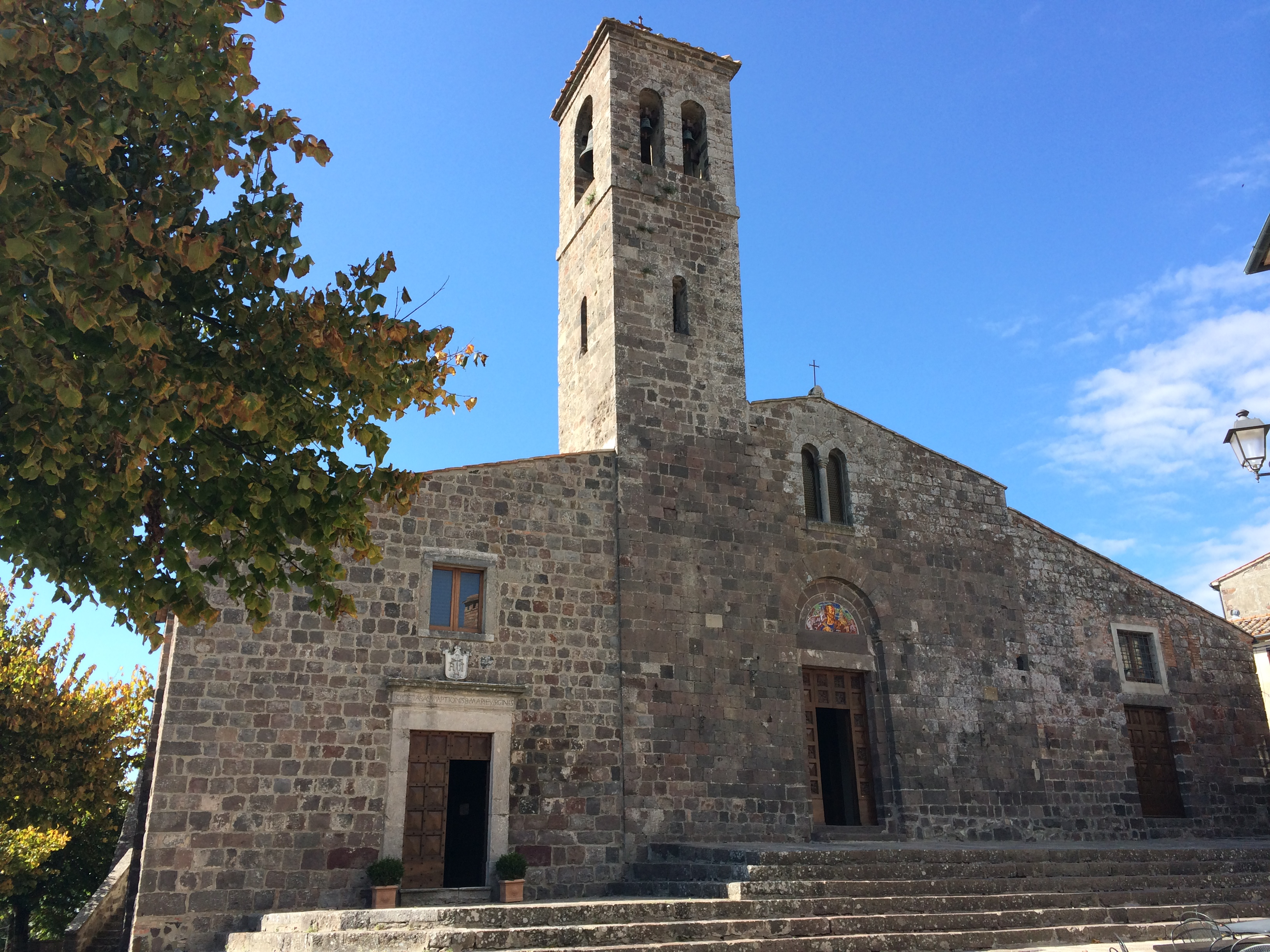
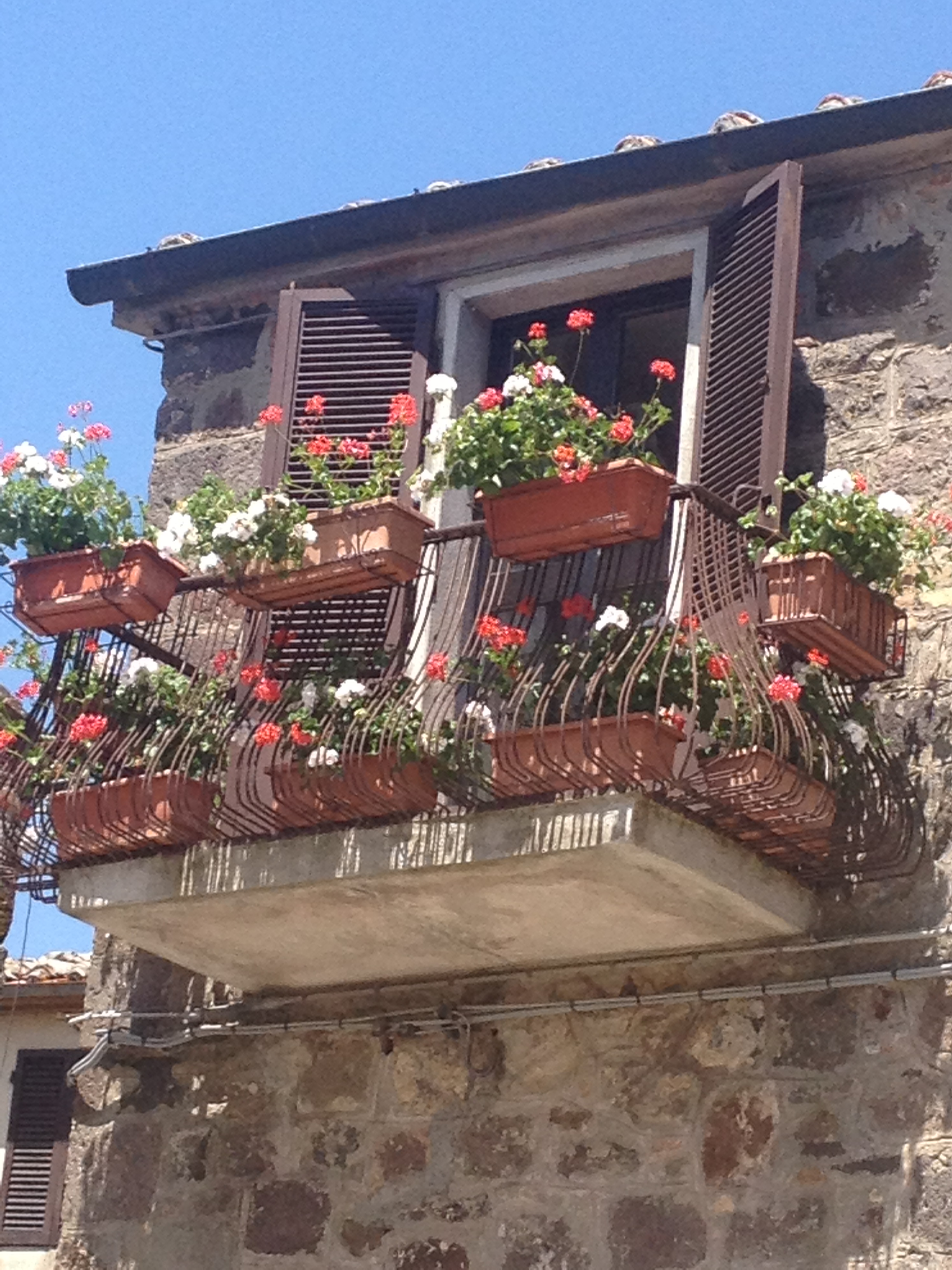
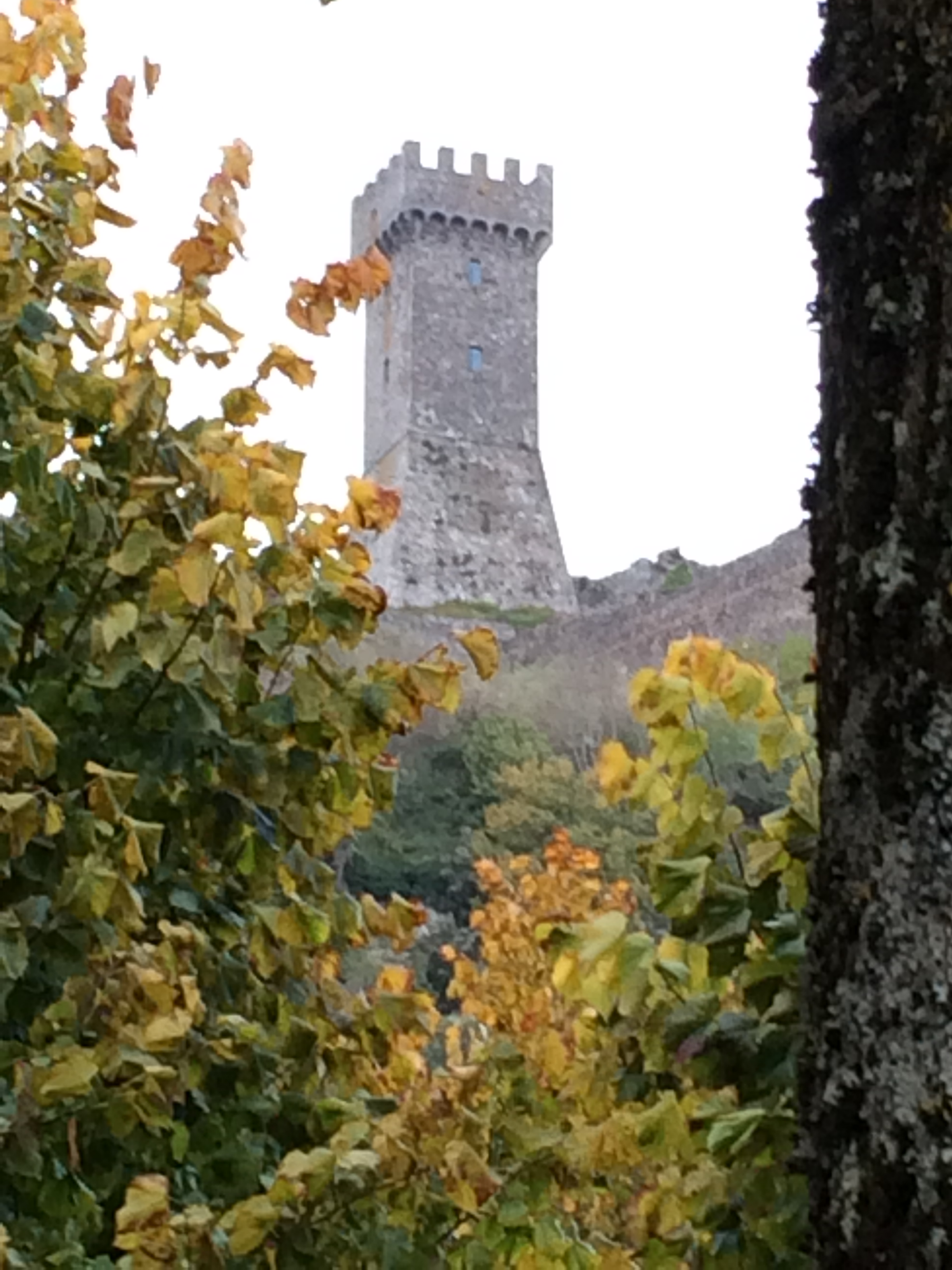
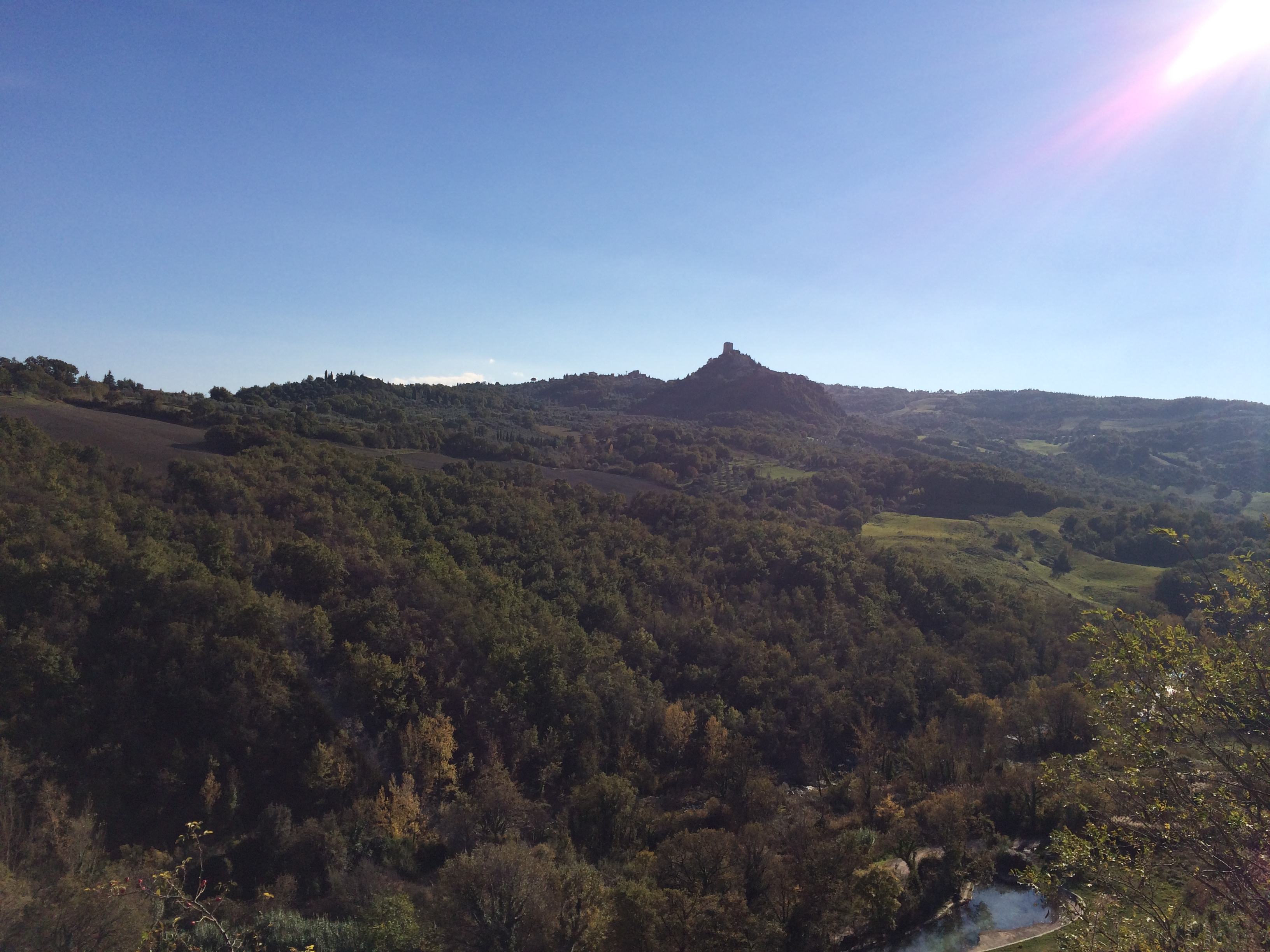
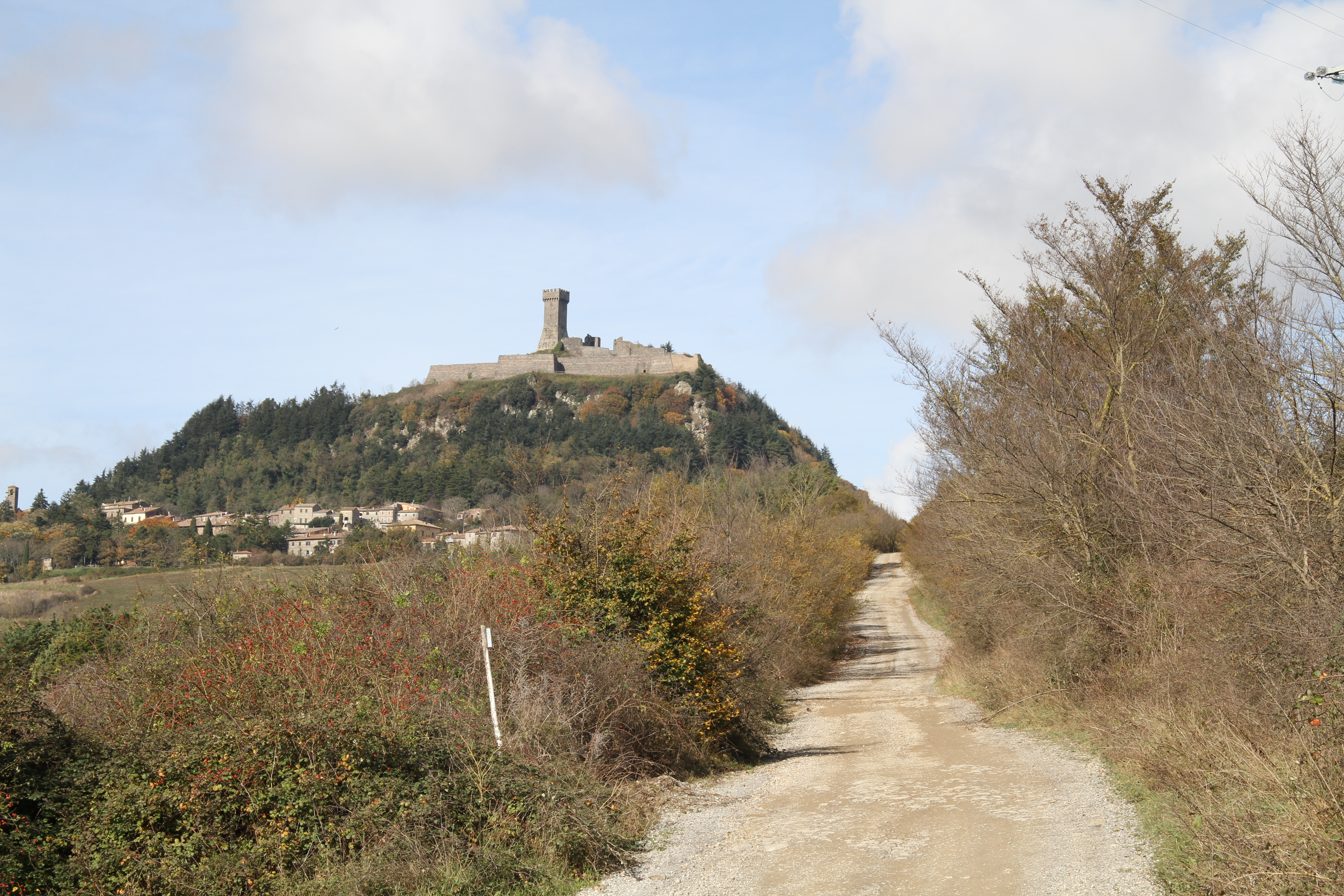
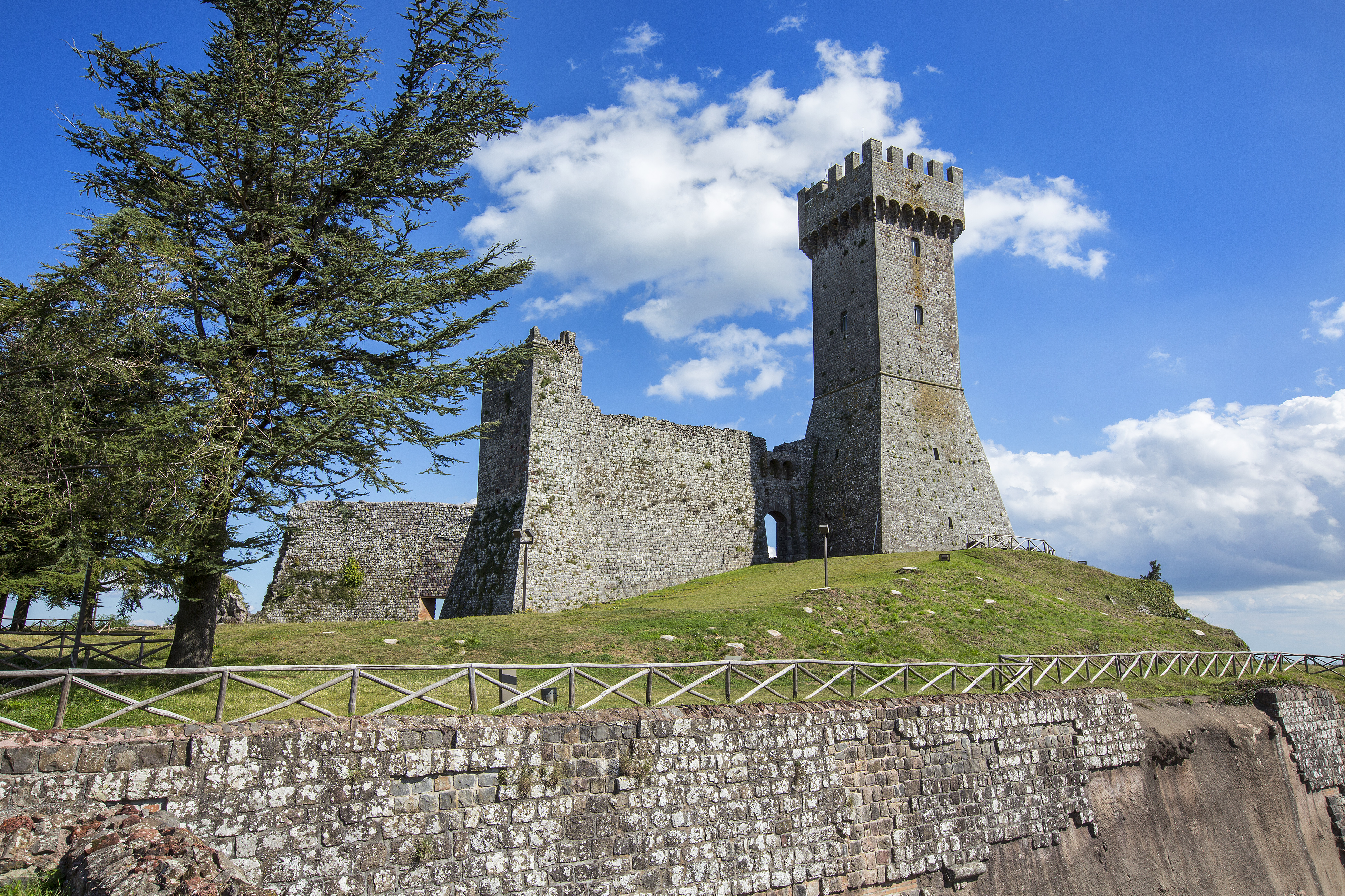
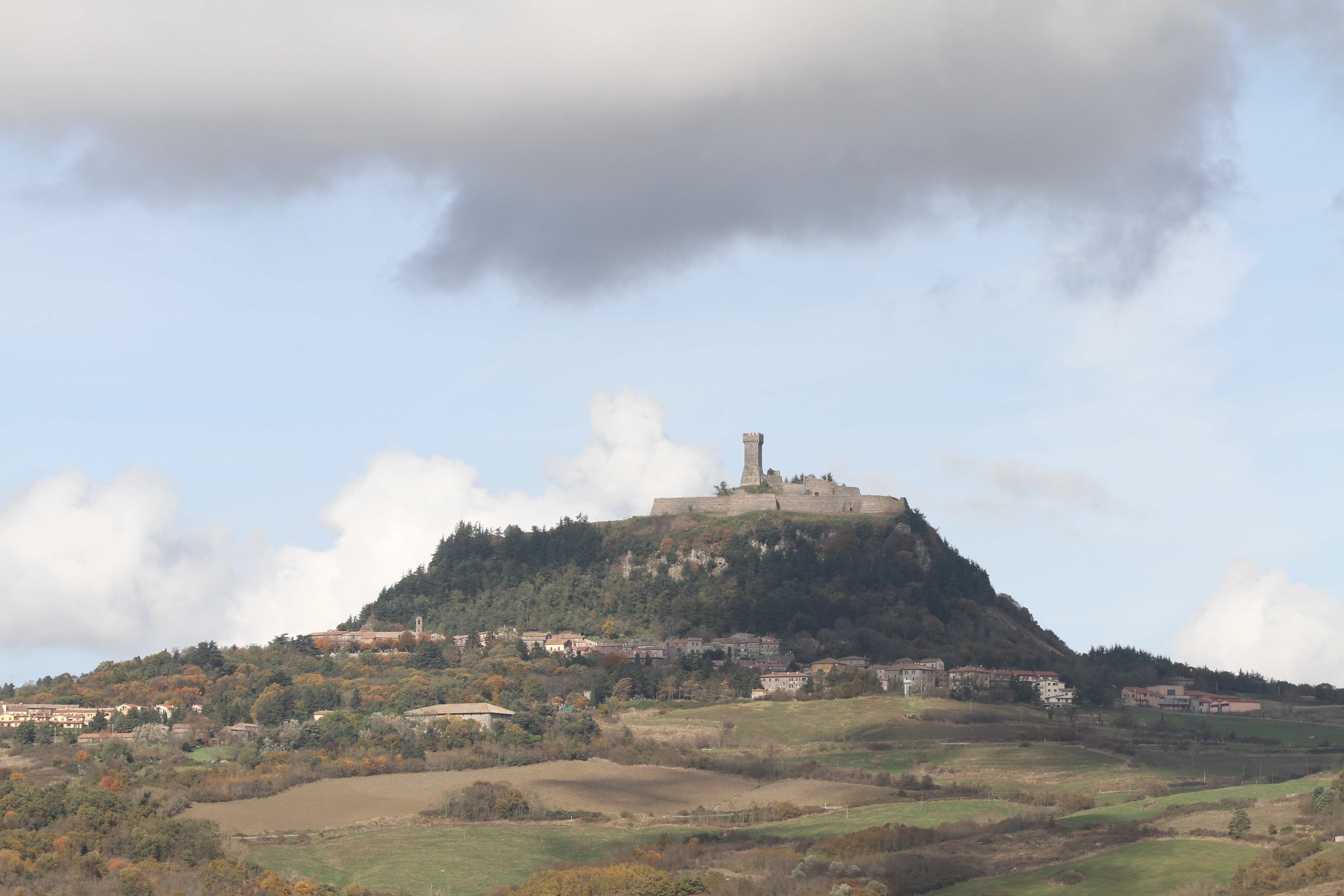
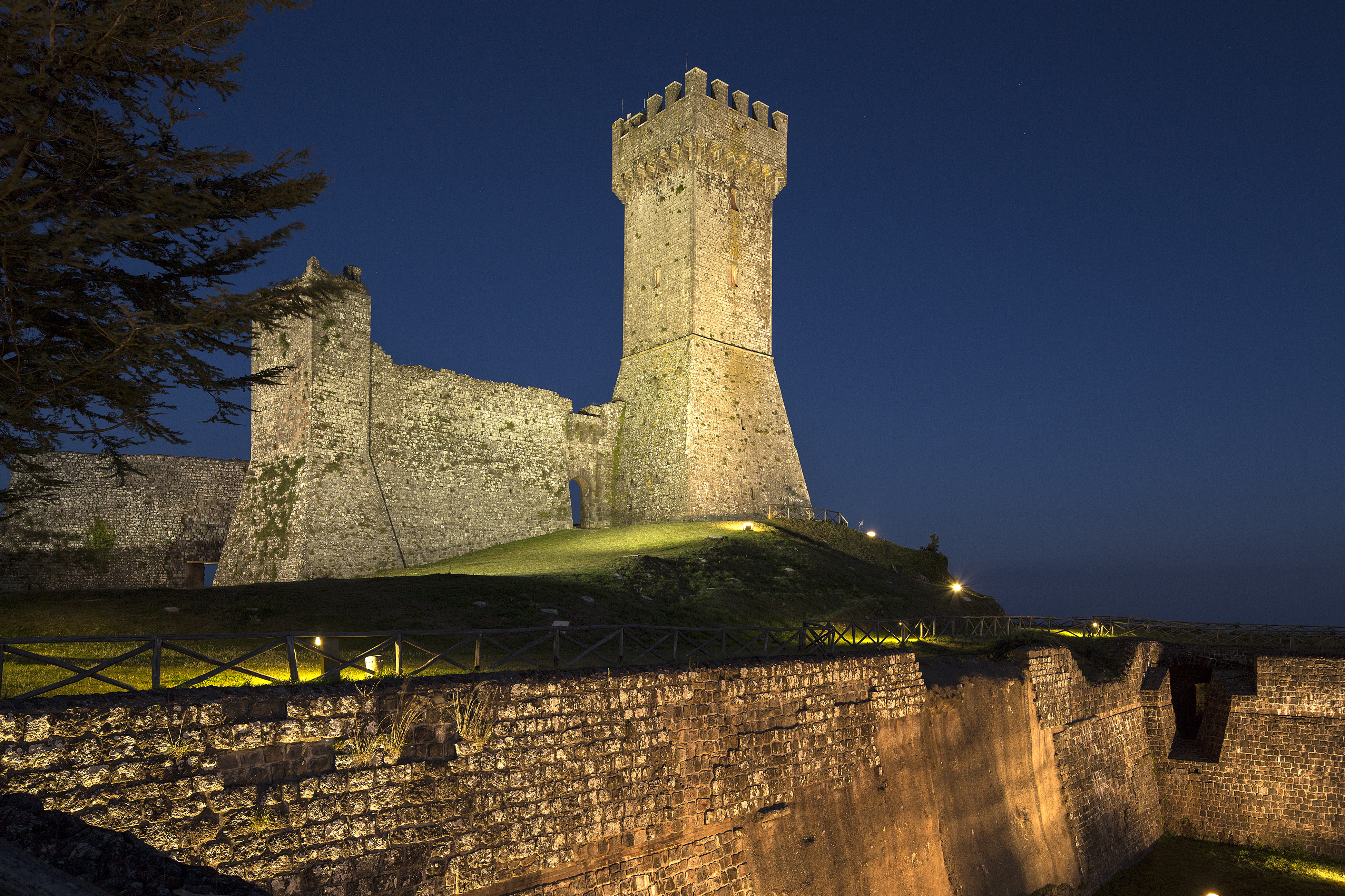
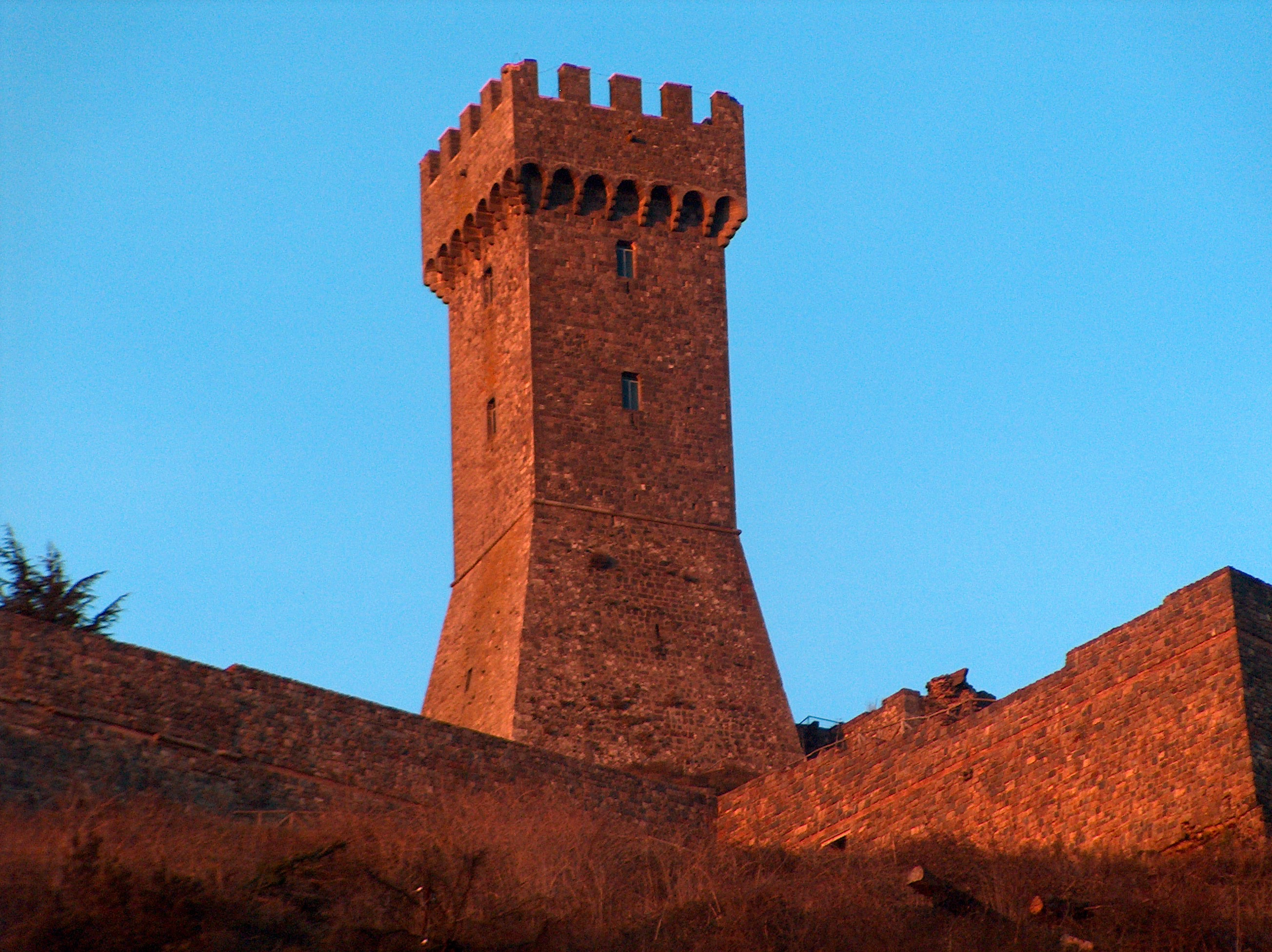
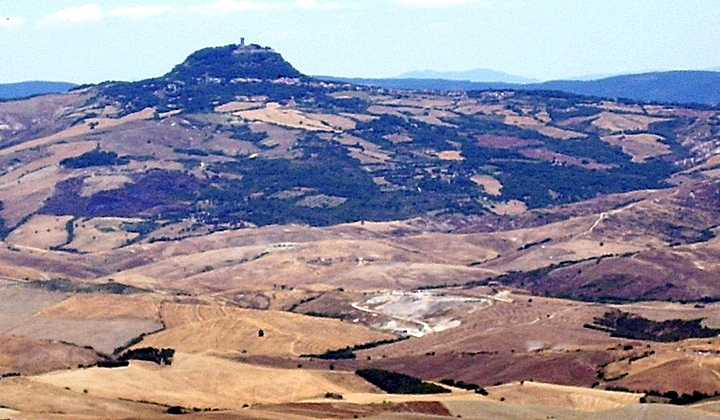
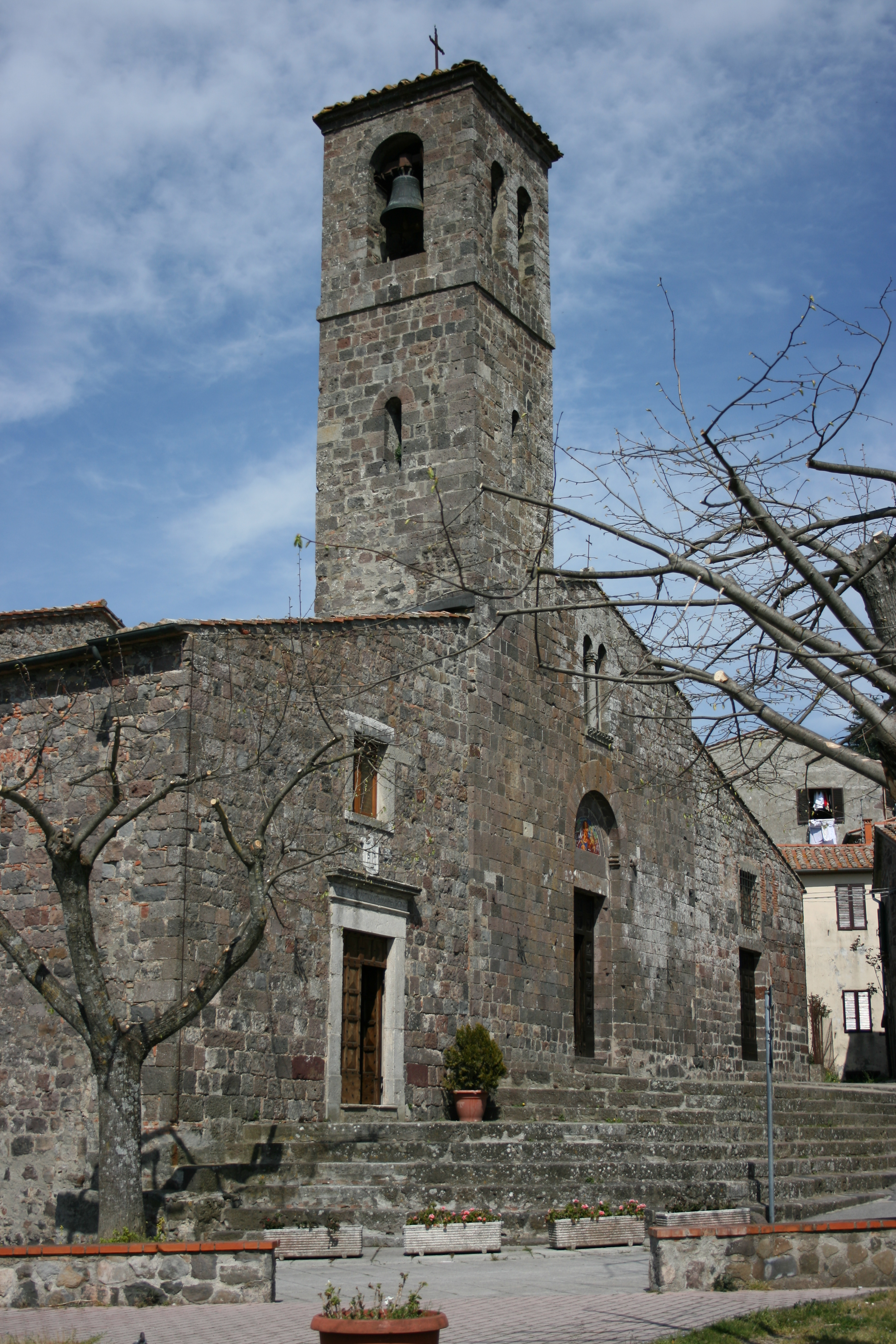
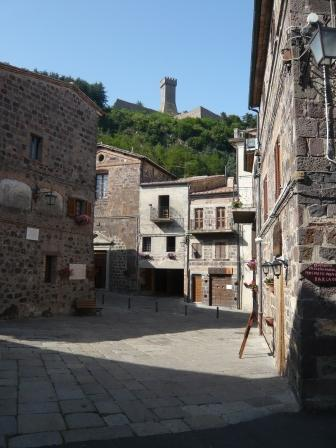
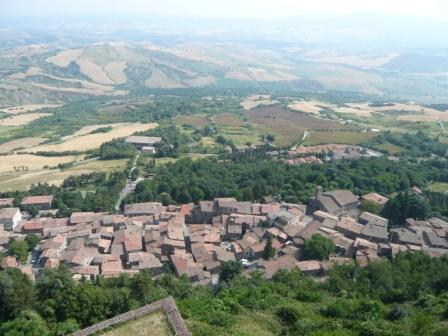
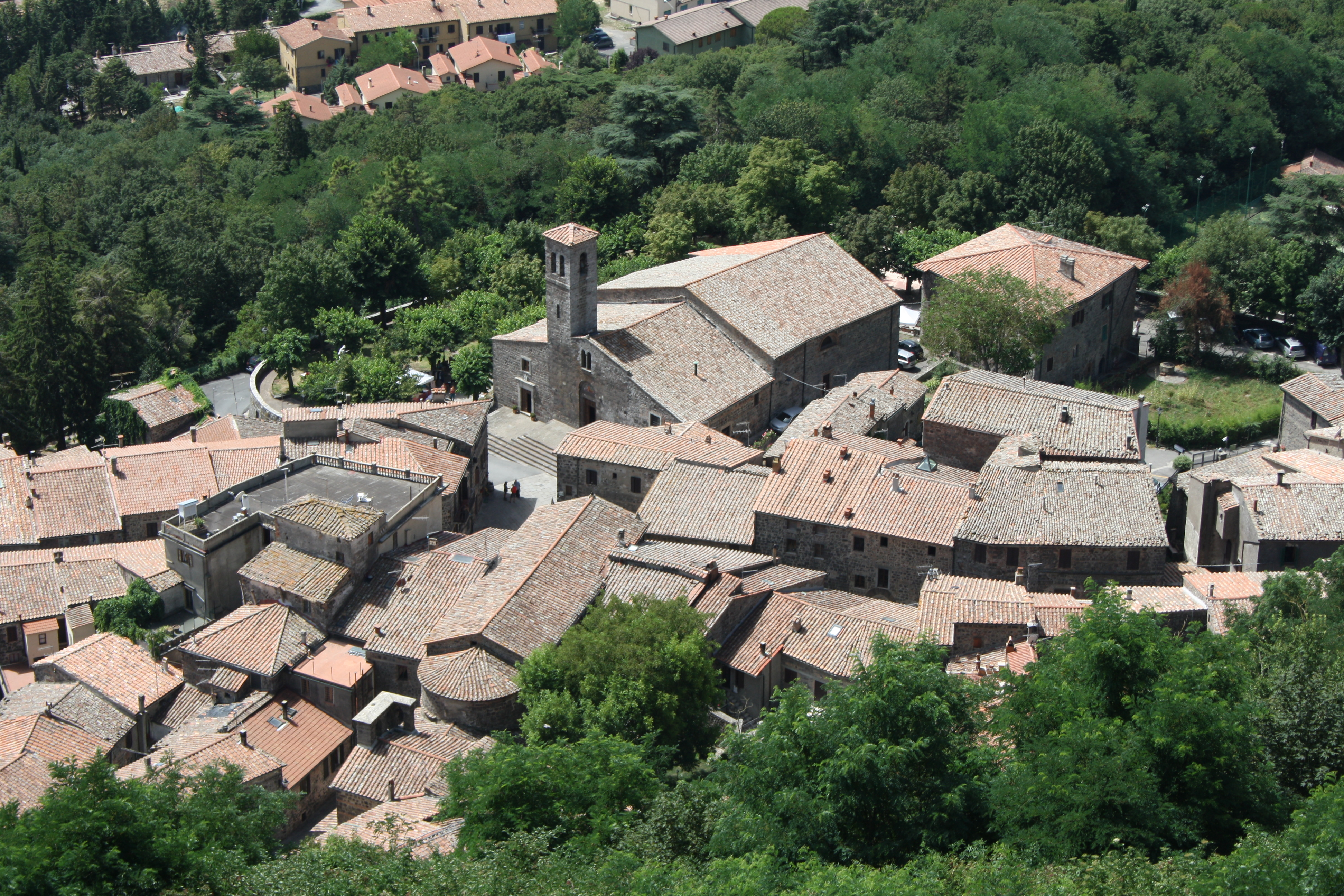